# Gaston Taument
Gaston Taument (* 1. října 1970, Haag) je bývalý nizozemský fotbalista. Hrával na pozici pravého záložníka, ale mohl nastoupit i jako druhý útočník. Velkou část své kariéry strávil v nizozemském klubu Feyenoord. V roce 1991 získal v Nizozemsku ocenění Talent roku (Nederlands Voetbal Talent van het Jaar). Účastník Mistrovství světa 1994 a Mistrovství Evropy 1996.

## Klubová kariéra
Taument prošel mládežnickou akademií Feyenoordu, v jehož dresu debutoval v profesionálním fotbale. V sezóně 1988/89 odehrál za klub jeden ligový zápas, druhý pak v následující sezóně 1989/90. Pro tuto sezónu byl odeslán na hostování do druholigového rotterdamského klubu SBV Excelsior, s nímž Feyenoord úzce spolupracuje. Po návratu do Feyenoordu vytvořil efektivní dvojici s Regi Blinkerem (v letech 1991–1995).
S Feyenoordem Rotterdam jednou vyhrál Eredivisie (1991/92) a čtyřikrát nizozemský fotbalový pohár (1990/91, 1991/92, 1993/94 a 1994/95). V sezóně 1991/92 se gólem ve finále poháru podílel na porážce Rody Kerkrade 3:0 a skóroval i ve finále pohárového ročníku 1994/95 proti FC Volendam (výhra 2:1).
V zahraničí zažil Taument krátkodobé anabáze v portugalské Benfice Lisabon, belgickém RSC Anderlecht a řeckém OFI Kréta. V letech 2000–2002 hrál za rakouský Rapid Vídeň, kde v červnu 2002 ukončil ve věku 31 let aktivní hráčskou kariéru.

## Reprezentační kariéra
V A-týmu Nizozemska debutoval 12. února 1992 v přátelském zápase s domácím Portugalskem, kde se dostal na hřiště ve druhém poločase (prohra 0:2).
S nizozemskou fotbalovou reprezentací hrál na Mistrovství světa 1994 v USA (Nizozemsko prohrálo 2:3 ve čtvrtfinále s Brazílií, Taument na turnaji vstřelil vítězný gól v utkání se Saúdskou Arábií) a Mistrovství Evropy 1996 v Anglii (kde Nizozemci podlehli ve čtvrtfinále Francii na pokutové kopy).

### Reprezentační góly
Góly Gastona Taumenta za A-tým Nizozemska
| Gól | Datum       | Stadion                                     | Soupeř         | Skóre | Výsledek | Soutěž          |
| --- | ----------- | ------------------------------------------- | -------------- | ----- | -------- | --------------- |
| 010 | 1. 6. 1994  | Philips Stadion, Eindhoven, Nizozemsko      | Maďarsko       | 4:1   | 7:1      | přátelský zápas |
| 02  | 20. 6. 1994 | RFK Memorial Stadium, Washington, D.C., USA | Saúdská Arábie | 2:1   | 2:1      | MS 1994         |